# Juanita Terry Williams
Juanita Terry Williams (3 de janeiro de 1925 – 23 de agosto de 2000) foi uma política e empresária americana.
Williams recebeu o seu diploma de bacharel em educação elementar na Savannah State University em 1957 e o seu mestrado na Clark Atlanta University em 1967. Williams era uma afro-americana e consultora de negócios. Ela serviu na Câmara dos Representantes da Geórgia de 1985 a 1991 e era uma democrata. O seu marido era Hosea Williams, que também serviu na Assembleia Geral da Geórgia. Eles moravam em Atlanta, Georgia.